# Ла Роза, Стефано
Стефано ла Роза (итал. Stefano La Rosa; род. 28 сентября 1985, Гроссето, Тоскана) — итальянский легкоатлет, специалист по бегу на средние и длинные дистанции, кроссу и марафону. Выступает на профессиональном уровне с 2003 года, обладатель бронзовой медали Всемирной Универсиады, серебряный призёр Средиземноморских игр, победитель Кубка Европы в командном зачёте, многократный чемпион Италии в беге на 5000 метров, 10 000 метров и полумарафоне, участник летних Олимпийских игр в Рио-де-Жанейро.

## Биография
Стефано ла Роза родился 28 сентября 1985 года в Гроссето, Тоскана.
Впервые завил о себе на международном уровне в сезоне 2003 года, когда вошёл в состав итальянской сборной и выступил на чемпионате мира по кроссу в Лозанне, где в гонке юниоров занял 50-е место. Позднее также стартовал в беге на 5000 метров на юниорском европейском первенстве в Тампере и на кроссовом чемпионате Европы в Эдинбурге.
В 2004 году стартовал в юниорской категории на кроссовых чемпионате мира в Брюсселе и чемпионате Европы в Херингсдорфе, в дисциплине 5000 метров показал 16-й результат на домашнем юниорском мировом первенстве в Гроссето.
В 2006 году отметился выступлением на Кубке Европы в Малаге, став в беге на 5000 метров седьмым. Закрыл десятку сильнейших среди молодёжи на чемпионате Европы по кроссу в Сан-Джорджо-су-Леньяно.
В 2007 году на молодёжном европейском первенстве в Дебрецене финишировал шестым и десятым в беге на 1500 и 5000 метров соответственно. На кроссовом чемпионате Европы в Торо стал пятым в личном молодёжном зачёте.
В 2008 году участвовал в кроссовых чемпионате мира в Эдинбурге и чемпионате Европы в Брюсселе, где стартовал уже как взрослый спортсмен.
В 2009 году был седьмым в беге на 1500 метров на командном чемпионате Европы в Лейрии, завоевал серебряную награду в беге на 5000 метров на Средиземноморских играх в Пескаре, занял 15-е место на чемпионате Европы по кроссу в Дублине, став здесь бронзовым призёром командного зачёта.
В 2010 году финишировал шестым в дисциплине 3000 метров на командном чемпионате Европы в Бергене и десятым в дисциплине 5000 метров на чемпионате Европы в Барселоне. На кроссовом чемпионате Европы в Албуфейре сошёл с дистанции.
В 2011 году в беге на 3000 метров был десятым на чемпионате Европы в помещении в Париже и седьмым на командном чемпионате Европы в Стокгольме. Будучи студентом, представлял Италию на Всемирной Универсиаде в Шэньчжэне, где выиграл бронзовую медаль в беге на 5000 метров.
На чемпионате Европы 2012 года в Хельсинки занял 11-е место в дисциплине 5000 метров и 12-е место в дисциплине 10 000 метров. Также был пятым на Кубке Европы по бегу на 10 000 метров в Бильбао, сошёл на чемпионате Европы по кроссу в Будапеште.
В 2013 году показал 10-й результат на Римском полумарафоне и 13-й результат на Пражском полумарафоне. Финишировал четвёртым на Кубке Европы по бегу на 10 000 метров в Правеце, став при этом победителем командного зачёта. В беге на 5000 метров стал седьмым на командном чемпионате Европы в Гейтсхеде, сошёл на Средиземноморских играх в Мерсине, пришёл к финишу четвёртым на Универсиаде в Казани.
В 2014 году был седьмым в дисциплине 3000 метров на командном чемпионате Европы в Брауншвейге, восьмым в беге на 10 000 метров на чемпионате Европы в Цюрихе. На чемпионате Европы по кроссу в Самокове стал восьмым и третьим в личном и командном зачётах соответственно.
В 2015 году одержал победу на марафоне в Тревизо, финишировал шестым на Кубке Европы по бегу на 10 000 метров в Кья и тем самым помог своим соотечественникам выиграть командный зачёт, стал девятым в беге на 3000 метров на командном чемпионате Европы в Чебоксарах, с результатом 2:11:11 занял 12-е место на Амстердамском марафоне.
В 2016 году показал 25-й результат на чемпионате мира по полумарафону в Кардиффе, занял пятое и первое места в личном и командном зачётах на Кубке Европы по бегу на 10 000 метров в Мерсине, 13-е место в полумарафоне на чемпионате Европы в Амстердаме (стал бронзовым призёром разыгрывавшегося здесь командного Кубка Европы по полумарафону). Благодаря череде удачных выступлений удостоился права защищать честь страны на летних Олимпийских играх в Рио-де-Жанейро — в программе марафона показал результат 2:18:57, расположившись в итоговом протоколе соревнований на 57-й строке. Кроме того, в этом сезоне закрыл двадцатку сильнейших на кроссовом чемпионате Европы в Кья.
В 2017 году вновь выиграл марафон в Тревизо, сошёл на Миланском марафоне, стал пятым и вторым в личном и командном зачётах на Кубке Европы по бегу на 10 000 метров в Минске. Бежал марафон на чемпионате мира в Лондоне — в конечном счёте сошёл с дистанции, не показав никакого результата.
В 2018 году с личным рекордом 2:11:08 финишировал седьмым на Севильском марафоне. На марафоне в рамках чемпионата Европы в Берлине с результатом 2:15:57 пришёл к финишу 12-м — тем самым помог соотечественникам выиграть разыгрывавшийся здесь Кубок Европы по марафону.
В 2019 году среди прочего стал седьмым на Миланском марафоне (2:14:16), занял 22-е место на Берлинском марафоне (2:13:48).
В 2020 году с личным рекордом 1:02:28 показал 44-й результат на чемпионате мира по полумарафону в Гдыне.
В 2021 году с результатом 2:11:42 закрыл тридцатку сильнейших в марафонском забеге Xiamen Marathon & Tuscany Camp Global Elite Race в Сиене.
В 2022 году занял 28-е место на Севильском марафоне (2:11:24), 33-е место в марафоне на чемпионате Европы в Мюнхене (2:17:57).